# Jerry Shea
Jerry Ray Shea (Houston, 25 aprile 1980) è un attore statunitense.
Figlio di Peter Shea e Karen Hsieh, ha una sorella minore, Amy Shea. 
Jerry ha studiato recitazione alla Playhouse West School nella zona Nord di Hollywood ed in seguito si è diplomato al Lesly Kahn Institute.
Trasferitosi a Los Angeles ha interpretato Dum Fok / Steve nel film TV Niente regole - Siamo al college e Ken in Psych.

## Doppiatori italiani
Nelle versioni in italiano delle opere in cui ha recitato, Jerry Shea è stato doppiato da:
- Alessio De Filippis in Cold Case - Delitti irrisolti
- Paolo Vivio in Ghost Whisperer - Presenze
- Edoardo Stoppacciaro in Psych